# Chizhou Jiuhuashan Airport
Chizhou Jiuhuashan Airport är en flygplats i Kina. Den ligger i provinsen Anhui, i den östra delen av landet, omkring 130 kilometer söder om provinshuvudstaden Hefei. Chizhou Jiuhuashan Airport ligger 34 meter över havet. Den ligger vid sjön Xicha Hu.
Runt Chizhou Jiuhuashan Airport är det ganska tätbefolkat, med 207 invånare per kvadratkilometer. Närmaste större samhälle är Rongcheng, 16,9 km sydost om Chizhou Jiuhuashan Airport. I omgivningarna runt Chizhou Jiuhuashan Airport växer i huvudsak blandskog.
Genomsnittlig årsnederbörd är 2 207 millimeter. Den regnigaste månaden är juli, med i genomsnitt 355 mm nederbörd, och den torraste är januari, med 60 mm nederbörd.